# 分国法
分国法（ぶんこくほう）とは、戦国時代、戦国大名が分国内での訴訟の公平性を確保するために制定した法令である。
単行法と並んで戦国法を構成する。分国とは中世における一国単位の知行権を指す語であり、知行国に始まる概念であるが、室町時代中期以降に守護大名や国人一揆による一国単位の領国化が進み、分国支配が形成されていった。そうした分国支配の一環として、領国内の武士に分国法が定められた。
分国法には先行武家法である御成敗式目および建武式目の影響が見られるが、一方では自らの分国支配の実情を反映した内容となっている。分国法が規定する主な事項には、領民支配、家臣統制、寺社支配、所領相論、軍役、などがある。
また、分国法は戦国大名の家中を規律する家法（かほう）と、守護公権に由来し国内一般を対象とする国法（こくほう）に区別される。
分国法は20世紀後半には戦国大名研究の主要なテーマの一つであったが、しだいに研究の優先順位・重要度が低下し概説書などでも記述が減る傾向にある。

## 分国法一覧
| 分国法             | 制定者                       | 成立時期                                                                                    | 条数                                   | 備考                                                                               |
| ------------------ | ---------------------------- | ------------------------------------------------------------------------------------------- | -------------------------------------- | ---------------------------------------------------------------------------------- |
| 大内家壁書         | 大内持世〜大内義隆           | 永享11年（1439年） - 享禄2年（1529年）                                                      | 11ヶ条                                 | 『大内氏掟書』『大内家法』とも。                                                   |
| 相良氏法度         | 相良為続、相良長毎、相良晴広 | 明応2年（1493年）- 天文24年（1555年）                                                       | 41ヶ条                                 | 為続が明応2年に7ヶ条を定めた後、追加法が断続的に発布され、最終的に41ヶ条となった。 |
| 今川仮名目録       | 今川氏親、今川義元           | 氏親が大永6年（1526年）に制定。義元が天文23年（1553年）に追加法（仮名目録追加21条）を発布。 | 氏親は33ヶ条制定。義元は21ヶ条を追加。 |                                                                                    |
| 塵芥集             | 伊達稙宗                     | 天文5年（1536年）                                                                           | 171ヶ条                                |                                                                                    |
| 甲州法度次第       | 武田信玄                     | 信玄が天文16年（1547年）に制定した後、さらに追加法が発布された。                            | 26（55）ヶ条                           | 今川仮名目録の影響を受けている。                                                   |
| 結城氏新法度       | 結城政勝                     | 弘治2年（1556年）                                                                           | 104ヶ条                                |                                                                                    |
| 新加制式           | 三好長治                     | 永禄元年（1558年）- 元亀元年（1570年）                                                      | 22ヶ条                                 | 長治が篠原長房に命じて編纂をおこなわせた。                                         |
| 六角氏式目         | 六角義賢・義治               | 永禄10年（1567年）                                                                          | 本文67ヶ条、起請8ヶ条、追加6ヶ条       | 六角氏父子と有力家臣が相互に誓約し合う形態ととっている。                           |
| 長宗我部元親百箇条 | 長宗我部元親・盛親           | 慶長2年（1597年）                                                                           | 100ヶ条                                |                                                                                    |